# Isacio Pérez Fernandez
Isacio Pérez Fernández O.P. (Valduvieco, 1922. – Madrid, 2003.), španjolski dominikanac, doktor filozofije i teologije, erudit, pisac, istraživač, profesor emeritus, predavač na uglednim sveučilištima (Universidad Santo Tomás de Aquino, Rim; Universidad Central de Barcelona; Instituto Pontificio Santo Tomás, Madrid) autor je brojnih djela iz metafizike i filozofije povijesti te kritičkih izdanja, ogleda i studija o istaknutim dominikancima i španjolskim osvajačkim pohodima na tlu Novoga svijeta u prvim desetljećima nakon otkrića Amerike.

### Biografija
Isacio Pérez Fernández osobito je cijenjen kao autor brojnih istraživačkih radova o Bartoloméu de las Casasu, španjolskom dominikancu, povjesničaru, filozofu, teologu, pravniku, biskupu u Novoj Španjolskoj, piscu i glavnom apologetu autohtonih starosjedilačkih naroda Amerike. To je djelo u originalu naslovljeno kao Nombre, vida y adventuras del conquistador anonimo Vinko Paletin de Korcula, O. P. autor de la Relacion de la Nueva España, a u prijevodu Tuge Tarle objavljeno je u Matici hrvatskoj pod naslovom Ime, život i avanture "anonimnog osvajača" Vinka Paletina O.P. iz Korčule,autora Izvješća o Novoj Španjolskoj. Matica hrvatska (2018), Zagreb.
Izučavajući život ovoga dominikanca las Casasa došao je Isacio Pérez do spoznaje o drugom velikom dominikancu, suvremeniku, humanistu hrvatskih korijena s otoka Korčule, Vinku Paletinu. Jedno od svojih brojnih, a do danas neobjavljenih radova, posvetio je Pérez upravo Vinku Paletinu kojemu pripisuje autorstvo djela pod nazivom La Relacion de la Nueva España ili Izvješće o Novoj Španjolskoj koje se do današnjega dana vodi kao djelo anonimnog autora (Conquistador anónimo).
Pérez je autor impozantnog opusa od preko pedeset objavljenih znanstvenih i stručnih članaka i analiza te osam knjiga, predani i pedantni istraživač i veliki zaljubljenik predmeta svoga izučavanja. Svaku tezu potkrepljuje brojnim jasnim i prostudiranim argumentima. Bez njegova doprinosa povijesnoj znanosti ne bismo saznali mnoge vrijedne pojedinosti o životu i djelu Bartoloméa de las Casasa, a s njim je iz mraka anonimnosti izronio i oživio i lik našega Vinka Paletina (nažalost, nedovoljno poznatog u vlastitoj domovini).
Zato je djelo Nombre, vida y adventuras del conquistador anonimo ovoga španjolskog znanstvenika od kapitalnog značaja ne samo za domaću povijesnu znanost, već za amerikanologiju u cjelini.
S obzirom na činjenicu da je autor Izvješća stoljećima ostao nepoznat te da je usprkos istraživanjima koja su poduzimali pojedini autori-istraživači svaki napor završavao neuspjehom, počelo se smatrati da će identitet toga „anonimnog“ pisca zauvijek ostati tajna. Zato je za očekivati da će se javiti dvojbe oko toga podnose li Pérezove teze znanstvenu provjeru, no to ne umanjuje važnost njegovih razmatranja, sve dok pouzdano ne ustanovimo autora Izvješća. Isacio Pérez svim je potencijalnim kritičarima uostalom već u uvodnom tekstu knjige o Paletinu jasno poručio: „Činim to imajući u vidu mogućnost neuspjeha koju je već najavio Icazbalceta: 'Kolika istraživanja se poduzimaju da bi se otkrilo ime autora i moraju nužno biti uzaludna jer u cijelom dokumentu ne postoji ni najmanja naznaka koja bi navela na put do istine'"... Isacio Pérez nastavlja: »Moje otkriće – dopustite mi da ga tako nazovem– dogodilo se kad sam se, imajući informaciju o jednoj određenoj osobi, suočio s…opažanjima Jesúsa Bustamantea u tekstu Estudio introductorio njegova izdanja o Izvješću (La Relacion de la Nueva España). Na kraju svoha ddjela o Vinku Paletinu Perez zaključuje: "Nakon što se upozna s informacijom koju sam mu pružio, kao i sa zaključcima koje sam iz nje izveo čitatelj ima moje dopuštenje – koje mu i nije potrebno – replicirati s drugom odgovarajućom informacijom koju bi mogao predočiti (ako bi takve bilo) ili s kritičkim zaključcima kojima bi mogao argumentirano osporavati moje. Ali, ja mu ne mogu jamčiti uspjeh. To će morati jamčiti sam, jer je to neophodno.", (Citati su preuzeti iz prevedene knjige Isacia Péreza, o.p. TT).

### Prijevodi na hrvatski jezik
- Pérez Fernandez, Isacio (2018), Ime, život i avanture "anonimnog osvajača" Vinka Paletina O.P. iz Korčule,autora Izvješća o Novoj Španjolskoj, izdavač: Matica hrvatska, prevela i uredila: Tuga Tarle